# Swifty McVay
Swifty McVay, de son vrai nom Ondre Moore, né le 17 mars 1976 à Détroit dans le Michigan, est un rappeur américain. Il est mieux connu comme membre du groupe de hip-hop D12,. En 2011, il publie son premier album solo, Hell to Tell The Captain.

## Biographie
Ondre Moore est né le 17 mars 1976 à Détroit dans le Michigan. En 1994, McVay fonde le groupe The Rabeez avec son compère Bareda. Le groupe signe avec BMG Entertainment et enregistre le single Beat Don't Stop. En 1998, Swifty apparaît sur The Slim Shady EP d'Eminem, grâce à Bugz. Peu après, Eminem quitte temporairement D12 (il reviendra à la mort de Bugz) et Swifty McVay est appelé pour le remplacer. Le groupe final est composé de Proof (assassiné en 2006), Bizarre, Kon Artis, Kuniva, Eminem et Swifty McVay. Signé sur le label d'Eminem, D12 participe à tous les projets du rappeur (album et tournée Marshall Mathers, apparitions sur mixtapes et compilations). En 2002–2003, Swifty forme le collectif Raw Collection et produit Private Circle, le premier album du collectif, qui invite notamment Proof, Dogmatic et Eminem sur un titre chacun. En 2004, D12 fait son retour avec D12 World dont le premier single My Band connaît un succès retentissant.
En 2005, Raw Collection et Swifty McVay se séparent, à la suite de différends artistiques. En 2006, il enregistre la mixtape Forrest Fyres. Cependant, une violation de sa peine de prison avec sursis et la mort de Proof en avril 2006 viennent contrarier ses plans. Swifty est condamné à 93 jours de prison. Depuis sa sortie de prison, McVay a de nouveau participé aux projets de D12 (mixtapes, tournées, concerts avec Eminem). Il publie également quatre projets solos depuis 2007 incluant les deux EPs Underestimated Volume 1 et Underestimated Volume 2 ainsi que les mixtapes I Wanna Catch a Case et Grenade Pins, disponibles exclusivement sur Internet.
En 2010, il est rapporté que McVay doit 254 000 $ d'impôts non payés au gouvernement américain. En janvier 2011, la couverture et la liste des chansons officiel de son premier album solo, initialement sous le titre de Hell To The Captain sont révélées. Il annonce également sa sortie en février en format numérique et sa distribution par le label Arsenal Vision Entertainment. Hell to Tell the Captain est publié le 23 février 2011, et certaines chansons de l'album sont produites par Astray. En 2013, McVay joue à Adélaïde en Australie. La même année, il participe à l'album The World As I See It de Zaze et publie le clip de son single Destroy Stress en featuring avec Meth Mouth. En septembre 2015, il publie son single underground à succès The Funeral. En parallèle, D12 revient le 30 octobre 2015 avec la publication d'une nouvelle mixtape Devil’s Night. En octobre 2015, il prévoit la publication de sa mixtape LIVEEVILwhereEVILLIVE,.

## Discographie

### Albums studio
- 2011 : Hell to Tell The Captain
- 2014 : Poetic Poltergeist
- 2017 : Grey Blood

### EPs
- 2008 : Underestimated Volume 1
- 2008 : Underestimated Volume 2

### Mixtapes
- 2006 : Forrest Fyres
- 2010 : I Wanna Catch a Case
- 2010 : Grenade Pins
- 2012 : Assassins
- 2013 : Retro Hip-Hop
- 2015 : LIVEEVILwhereEVILLIVE

### Albums collaboratifs
- 1997 : Beat Don't Stop (avec The Rabeez)
- 2001 : Devil's Night (avec D12)
- 2003 : Private Circle (avec Raw Collection)
- 2004 : D12 World (avec D12)
- 2008 : Return of the Dozen (avec D12)
- 2011 : Return of the Dozen Vol. 2 (avec D12)
- 2011 : Natural Born Killers (avec D12)
- 2015 : Devil's Night Mixtape (avec D12)

### Apparitions
- 2005 : Ghetto Music, avec Bizarre, Stic Man & King Gordy (Hannicap Circus, Bizarre)
- 2005 : Sammy Da Bull, avec Proof & Nate Dogg (Searching For Jerry Garcia, Proof)
- 2005 : Off To Tijuana, avec Eminem, Hush & Kuniva (Bulletproof, Hush)
- 2006 : Lawsuit, (Hand To Hand, Iron Fist Records)
- 2006 : Whatever You Want, avec Kon Artis (Eminem Presents The Re-Up)
- 2007 : How I Hustle, avec Bizarre & King Gordy (Blue Cheese & Coney Island, Bizarre)
- 2008 : Bitchassness, (Streets Are Shady II, DJ Young Mase)